# Вітув (Сілезьке воєводство)
Вітув (пол. Witów) — село в Польщі, у гміні Іжондзе Заверцянського повіту Сілезького воєводства.
Населення — 479 осіб (2011).
У 1975—1998 роках село належало до Ченстоховського воєводства.

## Демографія
Демографічна структура станом на 31 березня 2011 року:
|          | Загалом | Допрацездатний вік | Працездатний вік | Постпрацездатний вік |
| -------- | ------- | ------------------ | ---------------- | -------------------- |
| Чоловіки | 232     | 44                 | 155              | 33                   |
| Жінки    | 247     | 45                 | 132              | 70                   |
| Разом    | 479     | 89                 | 287              | 103                  |